# Alopecosa hirtipes
Alopecosa hirtipes är en spindelart som först beskrevs av Kulczynski 1907.  Alopecosa hirtipes ingår i släktet Alopecosa och familjen vargspindlar. Inga underarter finns listade i Catalogue of Life.